# Salasco
Salasco (Salasch in piemontese) è un comune italiano di 199 abitanti della provincia di Vercelli in Piemonte.

## Storia

### Simboli
(D.P.R. n. 819 del 26 gennaio 1987)
Il gonfalone è un drappo partito di azzurro e di bianco.

## Monumenti e luoghi d'interesse

### Architetture religiose

#### Chiesa parrocchiale di San Giacomo apostolo
La chiesa parrocchiale di San Giacomo apostolo eretta agli inizi del XIV secolo fu consacrata nel 1328 da Mons. Romualdo Pastè.
Le campane e il campanile
Nel 1726 venne abbattuto e ricostruito l'attuale campanile, che ospitava tre campane in tonalità di La ♭ maggiore fuse nel 1729 dalla ormai persa fonderia Nicolò Sottile. Un secolo dopo venne rifusa la mezzana ad opera di Pietro Gattinara di Casale Monferrato nel 1847 a causa di una Crepa, così si pensava di rifondere tutto il complesso. Durante la perquisizione bellica venne requisita la campana maggiore oramai andata persa e sul campanile rimasero le 2 piccole di nota Si ♭ e Do. 
Il peso delle campane originali
1^: 256 Kg
2^: 176 kg
3^: 120 kg
L'orologio
L'orologio della torre campanaria fu acquistato nel 1876 dalla fabbrica di orologi fratelli Granaglia di Torino oriuolai meccanici.In seguito a restauri l'originale si ruppe e nel 1994 dalla ditta Trebino Roberto di Uscio (GE) si decise di mettere un orologio automatico e si decise anche di togliere le corde bloccando le campane a causa del l'instabilità della torre.

## Società

### Evoluzione demografica
Abitanti censiti

## Cultura

### Cinema
La frazione di Selve del comune di Salasco è stata luogo delle riprese del film neorealista "Riso Amaro" uscito nel 1949 interpretato da Silvana Mangano e Vittorio Gassman.

## Geografia antropica

### Frazioni
La municipalità di Salasco comprende la frazione denominata Selve, dove si trova una tipica cascina a corte che caratterizza il panorama della coltura risicola Vercellese.

## Infrastrutture e trasporti

### Via Francigena
Il territorio comunale è attraversato dalla Tappa 09 - Santhià-Vercelli della via Francigena, percorribile a piedi o in bicicletta.

## Amministrazione

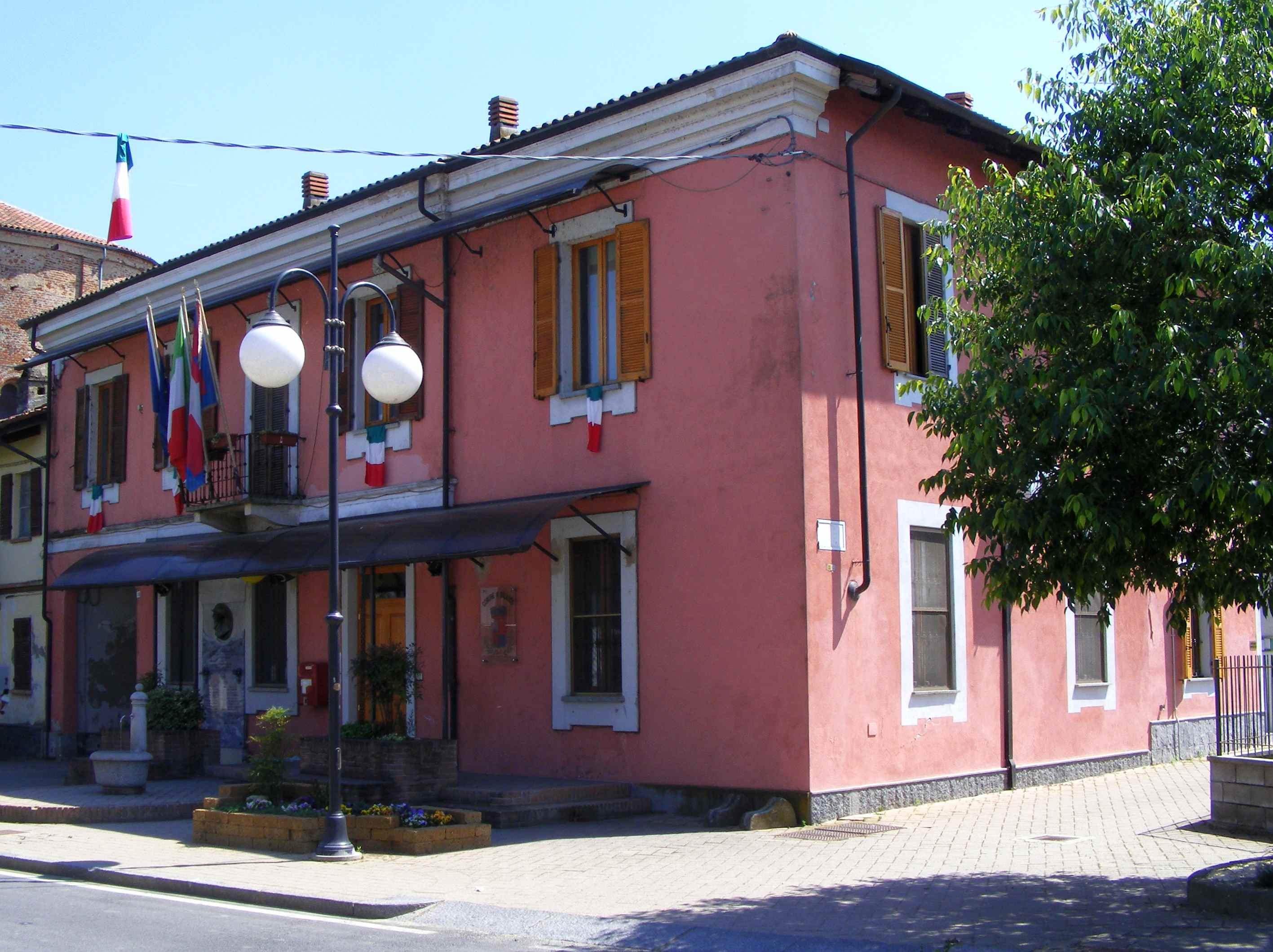
Il municipio

| Periodo | Periodo   | Primo cittadino     | Partito      | Carica  | Note |
| ------- | --------- | ------------------- | ------------ | ------- | ---- |
| 2004    | 2009      | Roberto Campominosi | lista civica | Sindaco |      |
| 2009    | in carica | Doriano Bertolone   | lista civica | Sindaco |      |

## Sport
La squadra di calcio è l'FC Salasco che gioca nel campionato CSI della provincia di Vercelli.